# USS Maryland (SSBN-738)
El USS Maryland (SSBN-738),  es el decimotercer submarino de la clase Ohio de la Armada de los Estados Unidos, y el cuarto navío en portar el nombre del estado de Maryland.
Construido por General Dynamics Electric Boat in Groton, Connecticut, el USS Maryland entró en servicio el 13 de junio de 1992.
Es parte de la flota atlántica de los Estados Unidos y está alojado en la base naval de submarinos Kings Bay, Georgia.

## Botadura

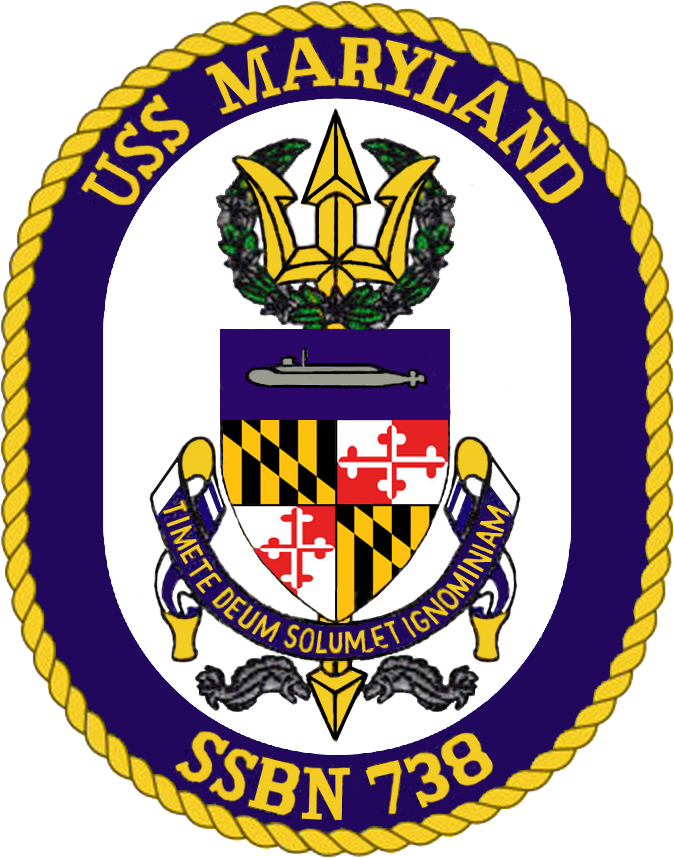
Insignia

El USS Maryland (SSBN 738) fue botado el 10 de agosto de 1991 en una ceremonia en General Dynamics Electric Boat. En este momento, anterior a la entrada en servicio como unidad operativa, el navío fue designado como unidad de preactivación .

## El USSMarylanden la ficción
En la novela Deuda de honor, de Tom Clancy, el USS Maryland es uno de los varios submarinos enviados para enfrentarse a la invasión japonesa de las Islas Marianas.